# Hejdlovský potok (přírodní památka)
Hejdlovský potok je přírodní památka v okrese Český Krumlov. Nachází se v Blanském lese, podél Hejdlovského potoka při severovýchodním okraji vesnice Hejdlov, tři kilometry severovýchodně od Chvalšin. Je součástí chráněné krajinné oblasti Blanský les.
Předmětem ochrany je přirozený tok Hejdlovského potoka s jasanovo-olšovými luhy, vlhkými ostřicovými a pcháčovými loukami a s výskytem ohrožených druhů rostlin kýchavicí bílou (Veratrum album), prstnatcem májovým (Dactylorhiza majalis), omějem pestrým (Aconitum variegatum), kamzičníkem rakouským (Doronicum austriacum) a chrastavcem lesním (Knautia silvatica). Dalšími rostlinnými druhy jsou krabilice chlupatá (Chaerophyllum hirsutum), blatouch bahenní (Caltha palustris), pcháč zelinný (Cirsium oleraceum), kostival hlíznatý (Symphytum tuberosum), prvosenka vyšší (Primula elatior), škarda bahenní (Crepis paludosa). Ojediněle jsou zastoupeny také vlhké bezkolencové louky.